# Prognosstyrning
Prognosstyrning är en metod för att styra uppvärmning av byggnader som innebär att man för varje tidpunkt beräknar hur mycket energi som skall tillföras en byggnad, baserat på mycket lokala väderprognoser. Genom att kombinera byggnadfysik och meteorologi kan man ta hänsyn till byggnadens egenskaper såväl som väderförhållanden med utetemperatur, vindstyrka, vindriktning och solinstrålning. Vid konventionell styrning av värmen tas enbart hänsyn till rådande utetemperatur.
Prognosstyrning utvecklades med utgångspunkt från en matematiska energibalansmodell ("ENLOSS") av professor Roger Taesler på SMHI i samarbete med företaget INUControl som idag ägs av Honeywell. Prognosstyrning började tas i drift under slutet av 1980-talet. 
År 2010 finns prognosstyrning installerat i drygt tio miljoner kvadratmeter bostads- och lokalyta motsvarande ca 170 000 lägenheter, och flera företag och organisationer levererar och utvecklar prognosstyrning. Utvärderingar visar på en genomsnittligt minskad årlig energiåtgång för uppvärmning med 10-15 kWh per kvadratmeter. Eftersom prognosstyrning använder information av framtida energibehov och inte står i konflikt med andra energieffektiviseringsmetoder, så är det alltid en bra första åtgärd.

## Prognosstyrning i praktiken
I den praktiska tillämpningen av prognosstyrning används som regel fjärrstyrda prognosmottagare som skickar och tar emot data över GPRS- eller GSM-nätverk. Prognosmottagaren styr i sin tur reglercentraler som sitter i byggnader och reglerar vilken värme som ska distribueras i husens värmesystem. 
På senare tid har även särskilda fjärrstyrda klimatloggers börjat användas tillsammans med prognosmottagarna. Dessa klimatloggers mäter temperatur och luftfuktighet med hög noggrannhet och sänder dessa data i realtid till de prognosmottagare som de är kopplade till. Detta teknikgenombrott innebär en mer detaljerad överblick och kontroll för användarna av prognosstyrning.